# Prunus cercocarpifolia
Prunus cercocarpifolia är en rosväxtart som beskrevs av J.A. Villarreal Q.. Prunus cercocarpifolia ingår i släktet prunusar, och familjen rosväxter. Inga underarter finns listade i Catalogue of Life.